# 31268 Welty
31268 Welty è un asteroide della fascia principale. Scoperto nel 1998, presenta un'orbita caratterizzata da un semiasse maggiore pari a 2,6372896 UA e da un'eccentricità di 0,1272514, inclinata di 10,29846° rispetto all'eclittica.